# Vojislav Mihailović
Vojislav Mihailović (cirillico serbo: Војислав Михајловић) (Belgrado, 3 settembre 1951) è un politico serbo.
Inizia la sua attività politica nel 1990 col Movimento del Rinnovamento Serbo (SPO) di Vuk Drašković. Quindi nel 1994 è eletto Presidente dell'Assemblea Nazionale di Serbia, svolgendo ad interim la funzione di presidente della Repubblica di Serbia. Nel 1999 viene eletto quindi Sindaco di Belgrado e nel 2003 vicepresidente dell'Assemblea Nazionale. Nel 2005 lascia lo SPO e fonda il Movimento Democratico del Rinnovamento Serbo, altrimenti noto come SDPO.
È nipote del generale serbo Draža Mihailović, comandante dell'Esercito Jugoslavo in Patria.